# Subjektivität
Subjektivität (lateinisch für Unterworfenheit) ist in der europäischen Philosophie diejenige Eigenschaft, die ein Subjekt von einem Gegenstand unterscheidet. Wie diese Eigenschaft genauer zu fassen ist, ist in Philosophie und Wissenschaft seit Beginn der Antike umstritten.
Der Kern der Subjektivität liegt im einzigartigen Akt der Selbstsetzung oder Selbstkonstitution. In diesem ist jedes Subjekt ein Punkt absoluter Autonomie, kann also nicht auf ein Moment (Kräftepaar) im Netzwerk aus Ursache und Wirkung reduziert werden.
Im abgeleiteten Sinne steht Subjektivität auch für dasjenige Verhältnis eines Subjekts zu seiner Umwelt, das nicht objektiv ist. In diesem Sinne wird Subjektivität in den Naturwissenschaften zumeist als Fehlerquelle angesehen und zu vermeiden versucht. In den Sozialwissenschaften und der Psychologie ist der Erkenntniswert subjektiver und subjektorientierter qualitativer Forschungsmethoden dagegen weitgehend anerkannt.
Die Soziologen Peter L. Berger und Thomas Luckmann gehen in ihrem Werk Die gesellschaftliche Konstruktion der Wirklichkeit davon aus, dass die gesellschaftliche Wirklichkeit von den Individuen durch ihre subjektive Wahrnehmung erst konstruiert wird und nicht objektiv (unabhängig) von der Subjektivität existieren kann.
Im Bereich der Sozialpädagogik ist Subjektivität ein Konstrukt des Bewältigungskonzeptes zur Wiederherstellung von Handlungsfähigkeit und Erhalt des Selbstwertes.